# Municipio de Barnesville
El municipio de Barnesville (en inglés: Barnesville Township) es un municipio ubicado en el condado de Clay en el estado estadounidense de Minnesota. En el año 2010 tenía una población de 147 habitantes y una densidad poblacional de 1,61 personas por km².

## Geografía
El municipio de Barnesville se encuentra ubicado en las coordenadas 46°40′29″N 96°29′7″O / 46.67472, -96.48528. Según la Oficina del Censo de los Estados Unidos, el municipio tiene una superficie total de 91.48 km², de la cual 91,48 km² corresponden a tierra firme y (0 %) 0 km² es agua.

## Demografía
Según el censo de 2010, había 147 personas residiendo en el municipio de Barnesville. La densidad de población era de 1,61 hab./km². De los 147 habitantes, el municipio de Barnesville estaba compuesto por el 99,32 % blancos y el 0,68 % eran de una mezcla de razas. Del total de la población el 0 % eran hispanos o latinos de cualquier raza.